# Elizabeth Adjei
Pour les articles homonymes, voir Adjei.
Elizabeth Adjei est une diplomate ghanéenne. En septembre 2002, elle a été nommée directrice du Service d'immigration du Ghana (en), faisant d'elle la première femme à occuper un tel poste,,,. Elle est actuellement ambassadrice du Ghana en Espagne, poste qu'elle occupe depuis 2015,,,,,.  

## Enfance et éducation
Elizabeth Adjei est née au Ghana. Pour ses études secondaires, elle a fréquenté l'école secondaire Archbishop Porter Girls à Takoradi et la St. Louis Senior High School à Kumasi. Elle a ensuite poursuivi ses études à l'université des sciences et technologies Kwame Nkrumah (KNUST), où elle a obtenu un bachelor ès arts. Elle est titulaire d'une maîtrise en développement international de l'université Cornell de New York, de certificats en gestion et gestion du personnel de l'Institut ghanéen de gestion et d'administration publique et d'un diplôme en français de l'université de Benin,.  

## Carrière
Après avoir terminé ses études universitaires, Elizabeth Adjei a fait son service national au service d'immigration du Ghana où elle a travaillé comme assistante personnelle du chef de l'institution à l'époque. Elle a ensuite rejoint le service en 1988 et a travaillé comme assistante administrative. En 2002, elle est devenue la première femme à être nommée directrice du Service d'immigration du Ghana (en), poste qu'elle a occupé jusqu'en 2011,.  
Elle est nommée ambassadrice du Ghana en Espagne en 2015,. 

## Vie privée
Adjei est mariée et mère de trois enfants,.